# Saintes
Saintes (/sɛ̃t/ⓘ) es una comuna francesa situada al sudoeste de Francia, en el departamento de Charente Marítimo (región de Nueva Aquitania), siendo la capital histórica de la antigua provincia de Saintonge. En la actualidad es la segunda ciudad departamental más grande, tras La Rochelle. La ciudad es atravesada por el río Charente.

## Geografía
La ciudad está situada en el oeste del país. Pertenece al departamento de Charente Marítimo, en la región de Nueva Aquitania. En santoñés recibe el nombre de Sénte.

## Historia
Fue fundada hace más de dos mil años por los romanos sobre las orillas del río Charente, con el nombre de Mediolanum Santonum. Aun se conserva los restos del anfiteatro o el Arco de Germánico.
Es una etapa de peregrinaje de la via Turonensis del Camino de Santiago y la Basílica de San Eutropio forma parte del lugar Patrimonio de la Humanidad llamado «Caminos de Santiago de Compostela en Francia» (Código 868-065).

## Demografía
| 8388                      | 10 050 | 10 300 | 10 274 | 10 437 | 9559 | 9994 | 11 363 | 11 569 | 11 927 | 10 962 | 11 570 | 12 437 | 13 725 | 15 763 | 17 327 | 18 461 | 20 285 | 18 219 | 19 025 | 20 802 | 19 152 | 20 468 | 20 592 | 21 160 | 23 441 | 23 768 | 25 717 | 26 507 | 26 891 | 25 471 | 25 874 | 25 595 | 26 401 |
| (Fuente: INSEE y Cassini) |        |        |        |        |      |      |        |        |        |        |        |        |        |        |        |        |        |        |        |        |        |        |        |        |        |        |        |        |        |        |        |        |        |

## Hermanamientos
- Nivelle (Bélgica)
- Tombuctú (Malí)
- Vladímir (Rusia)
- Salisbury (Reino Unido)
- Cuevas del Almanzora (España)
- Xanten (Alemania)
- West University Place (Estados Unidos)